# Bob Hoskins
Robert William Hoskins Jr., más conocido como Bob Hoskins (Bury St Edmunds, Inglaterra, 26 de octubre de 1942-Londres, 29 de abril de 2014), fue un actor británico. En 1986 fue nominado a mejor actor en los premios Óscar por su papel en el filme de intriga Mona Lisa. Fue conocido por interpretar a líderes oscuros y a gánsteres cockney, así como por su actuación en películas familiares tales como ¿Quién engañó a Roger Rabbit? (1988), Mermaids (1990) y  Hook (1991).

## Biografía
Hoskins nació en plena Segunda Guerra Mundial, y su familia se mudaba constantemente a causa de los bombardeos. Tuvo una infancia difícil y solo recibió una educación muy limitada al abandonar la escuela a los 15 años. Para ayudar a su madre tuvo que realizar diferentes oficios.
Sus inicios actorales fueron más bien circunstanciales al realizar bromas en un escenario donde actuaba un amigo. Hoskins aprendió la actuación de manera casi informal en pequeños escenarios londinenses haciendo actuaciones a finales de los años 1960 y con papeles menores en series de televisión hasta protagonizar la miniserie On the Move (1975-1976) para la BBC y la exitosa serie  Dinero caído del cielo (1978) de Dennis Potter, un drama musical por el cual fue nominado para el premio BAFTA como mejor actor de televisión.

### Década de 1980
Sobre todo a mediados de la década de 1970 y a comienzos de la de 1980 compagina su trabajo en televisión con el cine británico. Así, en 1981 participa, con Anthony Hopkins, en la versión de Otelo producido por Jonathan Miller para BBC Television Shakespeare y en filmes como El largo Viernes Santo (1980), junto con Helen Mirren y Mona Lisa (1986) que le hicieron ganar la más alta aprobación de los críticos y, en última instancia, una nominación a los Premios Óscar por Mejor Actor. Aparece en la película Pink Floyd The Wall (1982).
En 1984 actuó en The Cotton Club, de Francis Ford Coppola, y protagonizó un papel cómico en Brazil de Terry Gilliam (1985). En 1987 actuó junto con Mickey Rourke, Liam Neeson y Alan Bates en A Prayer for the Dying, dirigido por Mike Hodges.
En 1988 interpretó al decaído detective Eddie Valiant en la película hoy en día ya clásica ¿Quién engañó a Roger Rabbit?, famosa por combinar el rodaje en imagen real con secuencias de animación.
A finales de los años 1980 y a principios de los 1990 apareció en la publicidad de empresas recientemente privatizadas de British Gas and British Telecom (ahora BT Group).

### Década de 1990
En 1990, actuó al lado de Cher en Mermaids, y fue el contramaestre Smee del Capitán Garfio en Hook (1991). Super Mario Bros. (1993) -«lo peor que he hecho en mi vida»- y en Twenty Four Seven (1997) de Shane Meadows.
También actuó en David Copperfield (1999).

### Década de 2000
En 2001 actuó de nuevo junto a Helen Mirren y con Michael Caine en Last Orders, dirigido por Fred Schepisi. e interpretó a Nikita Jrushchov en la película Enemigo a las puertas, donde se muestra a Jrushchov en sus días de comisario político durante la batalla de Stalingrado. En 2002 le fue entregado el Premio Dona en la 50.ª edición del Festival Internacional de Cine de San Sebastián.
En 2005, actuó en Danny the Dog, una película de cine negro, junto a Morgan Freeman y el artista marcial chino Jet Li, en Unleashed y  en Mrs. Henderson presenta (2005) —por la cual recibió una nominación al Globo de Oro (Mejor Actor de Reparto). En 2006, actuó en The Wind in the Willows, una coproducción de la BBC y CBC.
En una de sus últimas actuaciones protagonizó el video musical Sheila de Jamie T, interpretando al padre de la novia del titular.
En agosto de 2012, con 69 años de edad, su agente anunció que Hoskins se retiraba de la actuación por padecer la enfermedad de Parkinson.

## Muerte
Falleció el 29 de abril de 2014 a causa de una neumonía, en un hospital de la capital británica, a la edad de 71 años.
Tuvo dos hijos con Linda Banwell, y dos hijos de un matrimonio anterior con Jane Livesey.

## Filmografía
| - Snow White & the Huntsman (2012) - Neverland (2011)- Smee - Made in Dagenham (2010)- Albert - A Christmas Carol (2009) - Pinocchio (miniserie de dos capítulos tv; 2008)-Geppetto - Doomsday (2007) - Bill Nelson - Go Go Tales (2007) - El Barón - The Englishman's Boy (2007) (TV) - Damon Ira Chance - Ruby Blue (2007) (completo) - Jack - Outlaw (2007) - Walter Lewis - Sparkle (2007) - Vince - The Wind in the Willows (2006) (TV) - Badger - Hollywoodland (2006) - Eddie Mannix - Garfield 2 (2006) (voz) - Winston - Paris, je t'aime! (2006) - Bob Leander (segmento 'Pigalle') - Stay (2005) - Dr. Leon Patterson - Mrs. Henderson presenta (2005) - Vivían Van Damm - Son of the Mask (2005) - Odín - Danny the Dog (2005) - Bart - Beyond the Sea (2004) - Charlie Maffia - La feria de las vanidades (2004) - Sir Pitt Crawley - Den of Lions (2003) - Darius Paskevic - Frasier (2003) (serie de TV) - Coach Fuller - El lenguaje de los sueños (2003) - Henry - Juan XXIII, el Papa bueno (2003) (TV) - Angelo Roncalli/Papa Juan XXIII - Maid in Manhattan (2002) - Lionel Bloch - Víctima de guerra (2002) - Sharkey - El mundo perdido (2001) (TV) - Profr. George Challenger - Last Orders (2001) - Ray 'Raysie' Johnson - Enemigo a las puertas (2001) - Nikita Jrushchov - Don Quixote (2000) (TV) - Sancho Panza - Noriega, el favorito de Dios (2000) (TV) - Manuel Noriega - American Virgin (2000) - Joey - David Copperfield (1999) (TV) - Micawber - The White River Kid (1999) - Brother Edgar - A Room for Romeo Brass (1999) - Steven Laws - El viaje de Felicia (1999) - Hilditch - El capitán Jack (1999) - Jack Armistead - Parting Shots (1999) - Gerd Layton - Let the Good Times Roll (1999) - - La prima Bette (1998) - Cesar Crevel - Saturday Night Live (1998) (TV) - Capitán Kidd - Spice World (1997) - Disfraz de Geri - 24.7 (1997) - Alan Darcy - Michael (1996) - Vartan Malt - El agente secreto (1996) - Verloc - Rainbow (1996) - Frank Bailey - Cuentos de la cripta (1996) (serie de TV) - Balto (1995) (voz) - Boris el ganso - Nixon (1995) - J. Edgar Hoover - The Forgotten Toys (1995-1999) (voz) - Teddy - The Changeling (1994) (TV) - De Flores - The Big Freeze (1993) - Sidney, compañero del fontanero | - Super Mario Bros. (1993) - Mario Mario - Blue Ice (1992) - Sam García - Passed Away (1992) - Johnny Scanlan - The Inner Circle (1991) - Beria - Hook (1991) - Smee - La noche de los cristales rotos (1991) - Gus Klein (dueño de la tienda de animales/investigador privado) - El favor, el reloj y el gran pescado (1991) - Louis Aubinard - Mermaids (1990) - Lou Landsky - Black Ghost (1990) - Jack Moony - El enigma del hechicero (1988) - Darky - ¿Quién engañó a Roger Rabbit? (1988) - Eddie Valiant - La solitaria pasión de Judith Hearne (1987) - James Madden - Réquiem por los que van a morir (1987) - Padre Michael Da Costa - Mona Lisa (1986) - George - Dulce libertad (1986) - Stanley Gould - Mussolini: The Decline and Fall of Il Duce (1985) (TV) - Benito Mussolini - Brazil (1985) - Spoor - The Dunera Boys (1985) (TV) - Morrie Mendellsohn - The Woman Who Married Clark Gable (1985) - George - The Cotton Club (1984) - Owney Madden - Lassiter (1984) - Inspector John Becker - El Cónsul Honorario (1983) - Coronel Pérez - The Beggar's Opera (1983) (TV) - Beggar - Pink Floyd The Wall (1982) - Manager deRock and Roll - Othello (1981) (TV) - Iago - El largo Viernes Santo (1980) - Harold - Flickers (1980) (TV) - Arnie Cole - Big Jim and the Figaro Club (1979) (TV) - Narrador - Amanecer zulú (1979) - C.S.M. Williams - Of Mycenae and Men (1979) (TV) - Sr. Taramasalatopoulos - Dinero caído del cielo (1978) (TV) - Arthur Parker - On the Move (1978) (TV) - Alf - Rock Follies of '77 (1977) (TV) - Johnny Britten - Van der Valk (1977) - Johnny Palmer - The Crezz (1976) (TV) - Det. Sargento Marble - Thriller (1976) (TV) - Sammy Draper - Royal Flash (1975) - Guardia de policía - Thick as Thieves (1974) (TV) - Dobbs - Shoulder to Shoulder (1974) (TV) - Jack Dunn - Insertos (1974) - Big Mac - Softly, Softly (1973) (TV) - Parker - New Scotland Tard (1973) (TV) - Eddie Wharton - Crown Court (1973) (TV) - The National Health (1973) - Foster - Villains (1972) (TV) - Up the Front (1972) - Sargento recluta |

## Premios y distinciones
Premios Óscar
| Año  | Categoría   | Película  | Resultado |
| ---- | ----------- | --------- | --------- |
| 1987 | Mejor actor | Mona Lisa | Nominado  |

Premios Globo de Oro
| Año  | Categoría                       | Película                      | Resultado |
| ---- | ------------------------------- | ----------------------------- | --------- |
| 2006 | Mejor actor de reparto          | Mrs. Henderson presenta       | Nominado  |
| 1988 | Mejor actor - Comedia o musical | ¿Quién engañó a Roger Rabbit? | Nominado  |
| 1987 | Mejor actor - Drama             | Mona Lisa                     | Ganador   |

Premios BAFTA
| Año  | Categoría   | Película  | Resultado |
| ---- | ----------- | --------- | --------- |
| 1986 | Mejor actor | Mona Lisa | Ganador   |

Festival Internacional de Cine de Cannes
| Año  | Categoría   | Película  | Resultado |
| ---- | ----------- | --------- | --------- |
| 1986 | Mejor actor | Mona Lisa | Ganador   |

Festival Internacional de Cine de San Sebastián
| Año  | Categoría       | Resultado |
| ---- | --------------- | --------- |
| 2002 | Premio Donostia | Ganador   |